# سلامة نووية

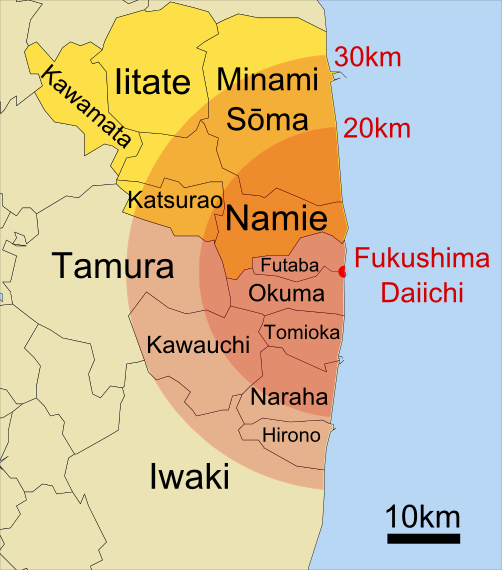
مدن وقرى اليابان التي تعرضت ل كارثة فوكوشيما

السلامة النووية هي مصطلح يعني اتخاذ كل الإجراءات الممكنة لمنع وقوع الحوادث النووية والإشعاعية أو الحد من آثارها. تشمل هذه الإجراءات محطات الطاقة النووية وكذلك جميع المرافق النووية الأخرى، ونقل المواد النووية، واستخدام وتخزين المواد النووية للأغراض الطبية والطاقة، والصناعة، والاستخدامات العسكرية.
تحسنت صناعة الطاقة النووية وسلامة المفاعلات من حيث الأداء الأداء، وتم اقتراح تصاميم جديدة أكثر أمنا للمفاعلات (ولكن لم تختبر عموما) ولكن ليس هناك ما يضمن أن يتم تصميم المفاعلات، التي بنيت وتعمل بشكل صحيح. تحدث عامةً العديد من الأخطاء ومصممو المفاعلات النووية في فوكوشيما في اليابان لم يتوقعوا أبدا أن المد البحري الناتجة عن الزلزال الذي ضرب الأراضي اليابانية أن يعطل أنظمة النسخ الاحتياطي التي كان من المفترض أن تضمن استقرار المفاعل بعد وقوع الزلزال. ووفقا لبنك UBS AG، فإن الحوادث النووية التي وقعت في فوكوشيما تلقي ظلالا من الشك حول ما إذا كانت الأنظمة الاقتصادية العالمية حتى المتقدمة منها مثل اليابان يمكن أن تصبح مسيطرة على العواقب في مجال السلامة النووية. ناهيك عن السيناريوهات الكارثية التي تنطوي على الهجمات الإرهابية كما يمكن تصورها في كثير من الأحيان.
ويقدر فريق متعدد التخصصات من معهد ماساتشوستس للتكنولوجيا أنه نظرا للنمو المتوقع للطاقة النووية من الأعوام 2005—2055، فيمكننا توقع ما لا يقل عن أربعة حوادث نووية خطيرة في الفترة المقبلة وحتى هذا التاريخ، كانت هناك خمس حوادث خطيرة نووية في العالم منذ عام 1970 (واحدة في جزيرة ثري مايل في عام 1979، واحدة في تشيرنوبيل في عام 1986، والثالثة في فوكوشيما في عام 2011)، وتعني هذه الإحصاءات أن حادث خطير واحد يحدث في المتوسط كل ثماني سنوات في جميع أنحاء العالم.

## اقرأ أيضاً
- الأمن والسلامة النووي
- لجنة السلامة النووية الكندية
- إرهاب نووي
- هشاشة المنشئات النووية للهجوم
- اتفاقية الإرهاب النووي

## وصلات خارجية
- الموقع الألكتروني للوكالة العالمية للطاقة الذرية
- مصادر المعلومات عن السلامة النووية
- منتديات المناقشة حول السلامة النووية

`